# Jean Wik
Jean Johan Wik, ou Jean Wiik, né le 17 avril 1804 à Kvevlax (en) (Korsholm) et mort le 13 septembre 1876 à Helsinki, est un architecte finlandais.
L'artiste peintre Maria Wiik est sa fille.

## Biographie
À la fin des années 1820, Jean Johan Wik suit une formation à l'Intendentinkonttori et il est l'un des premiers architectes formés en Finlande. Wik est ensuite nommé architecte de la région de Uusimaa et il conçoit aussi des églises pour cette région.

## Réalisations
- 1836 : transformation de la Maison Burtz, place du Sénat, Helsinki.
- 1841 : Suomalainen Tiedeakatemia rakennus, Helsinki.
- 1842 : musée Sinebrychoff, Bulevardi, Helsinki.
- 1844 : maison en bois de style empire, Unioninkatu 44, Helsinki.
- 1844–1846 : faculté de chimie et d'anatomie de l'université d'Helsinki.
- 1846 : Fabiania
- 1833 : jardin botanique d'Helsinki.
- 1850 : école d'Ekenäs.
- 1853 : presbytère d'Espoo.
- 1853 : transformation de l'église de Tuusula.
- 1858 : amer de Orrengrund, Pernå.
- 1860 : église de Karjalohja.
- 1862–1866 : Église d'Orimattila.
- 1862–1866 : église de Mäntsälä.
- 1865 : villa Tallholmen, Espoo.
- 1867–1870 : église de Hämeenkoski.

## Galerie

Édifices réalisés par Jean Johan Wik
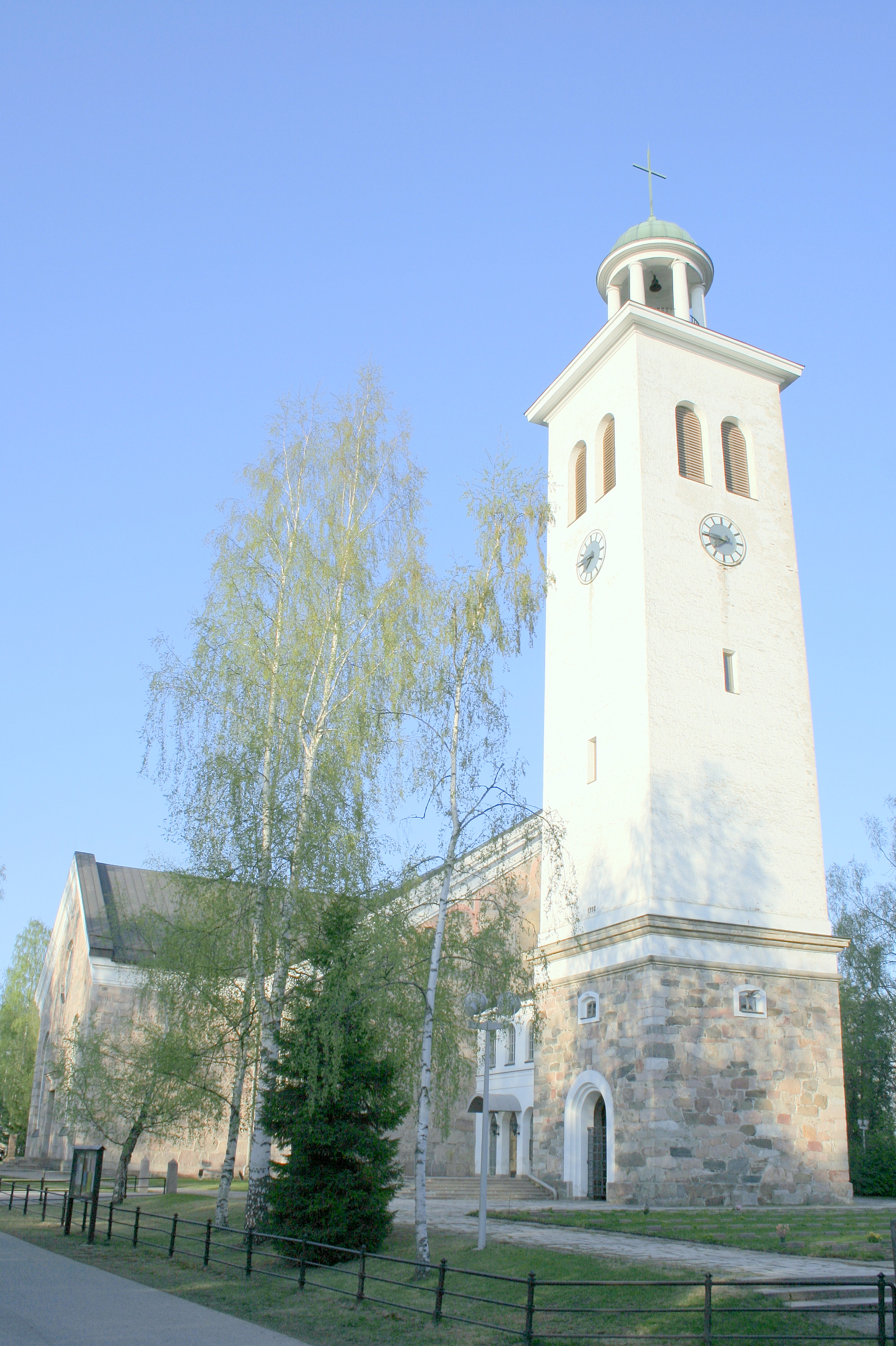
L'église d'Orimattila (1862–1866).
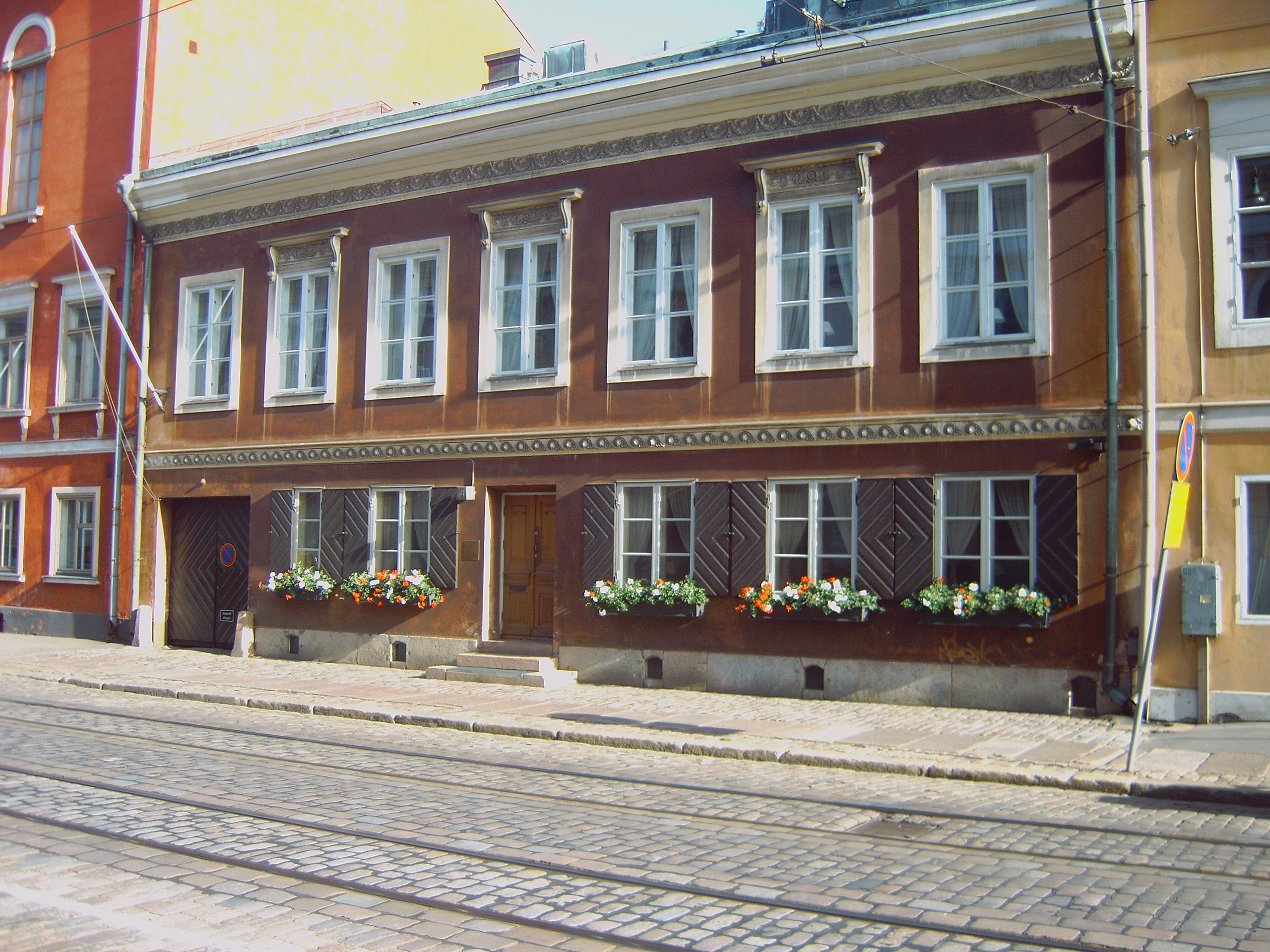
La Maison Brummer à Helsinki.
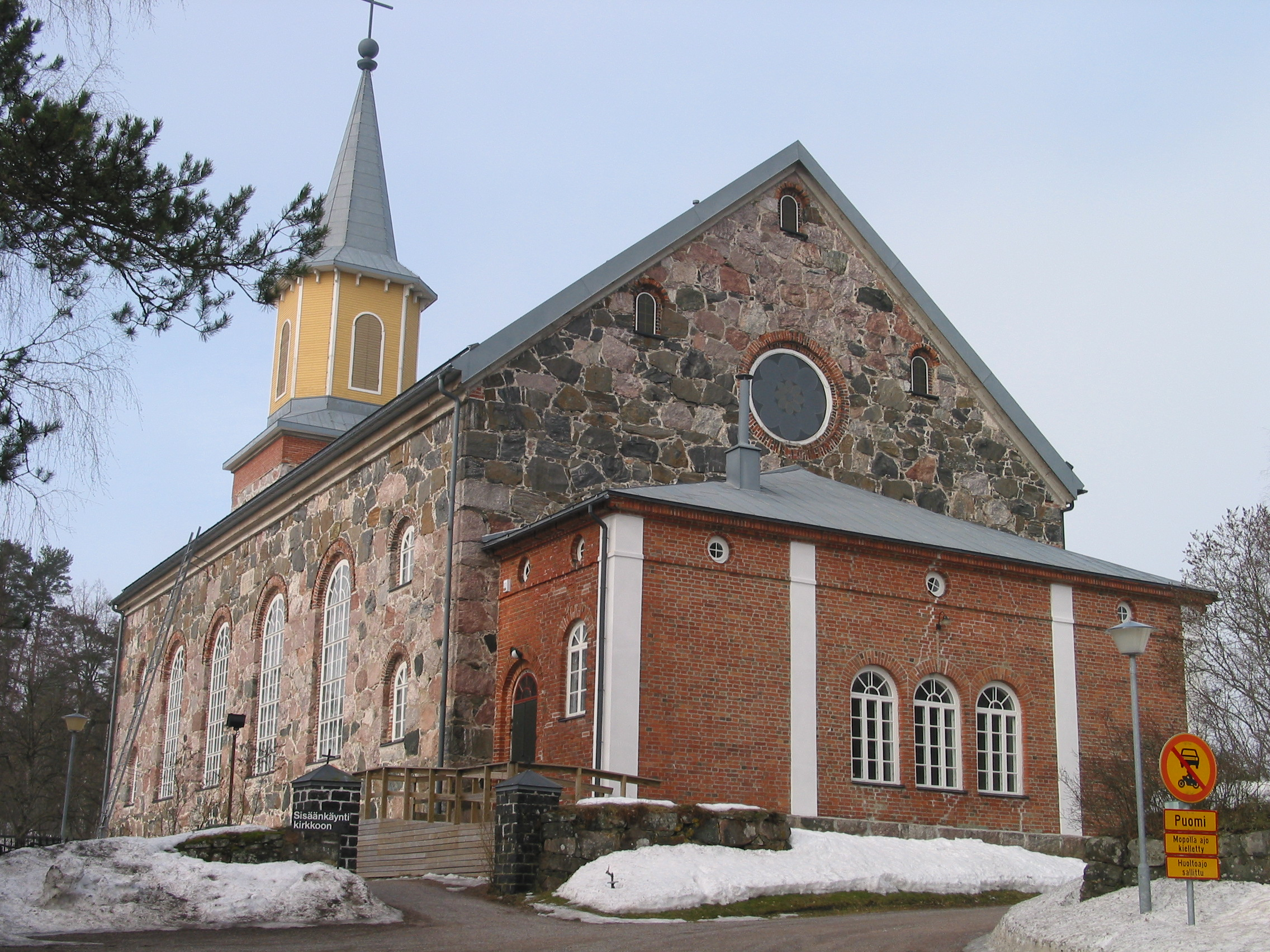
L'église de Karjalohja.
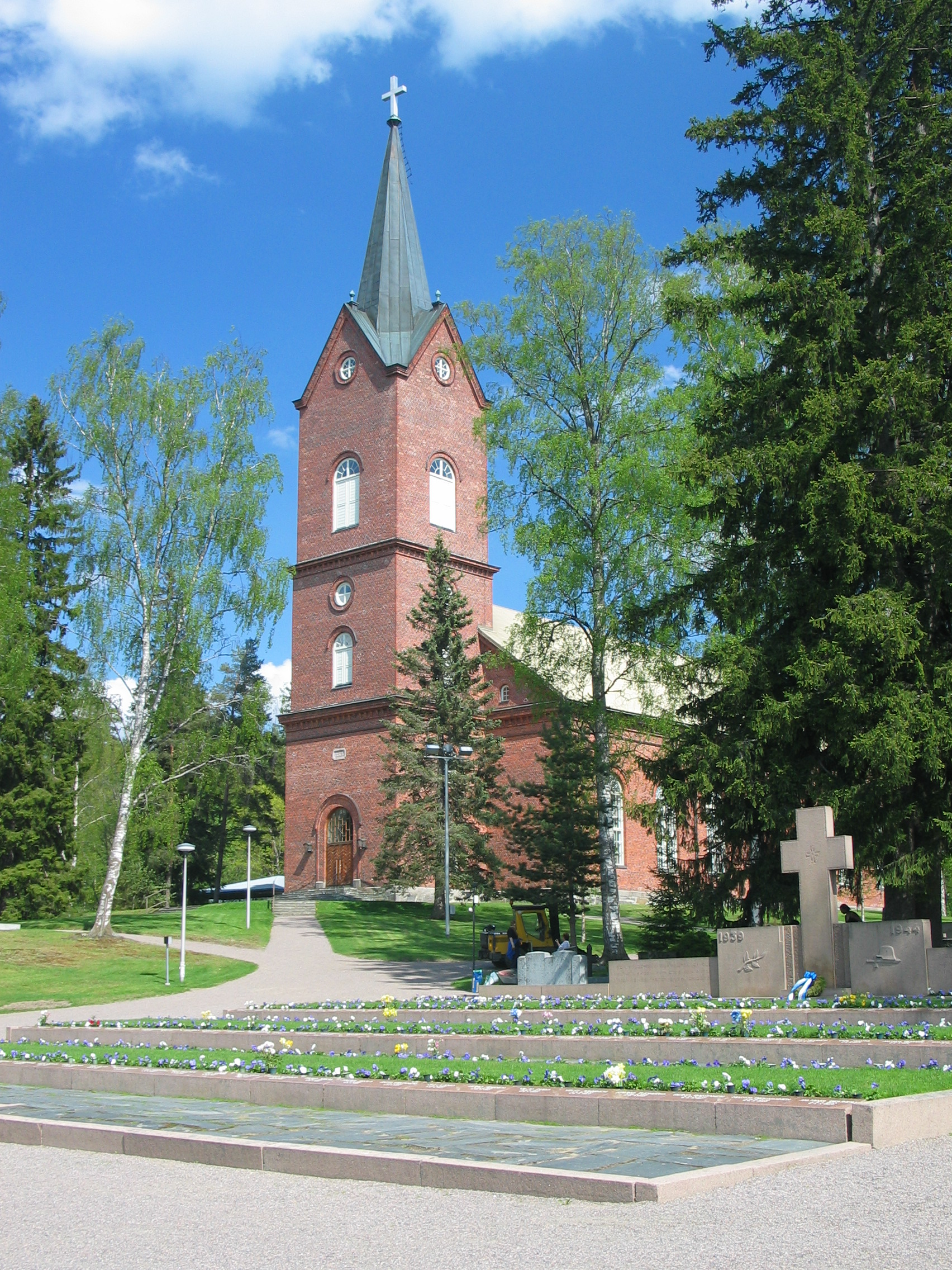
L'église de Mäntsälä.
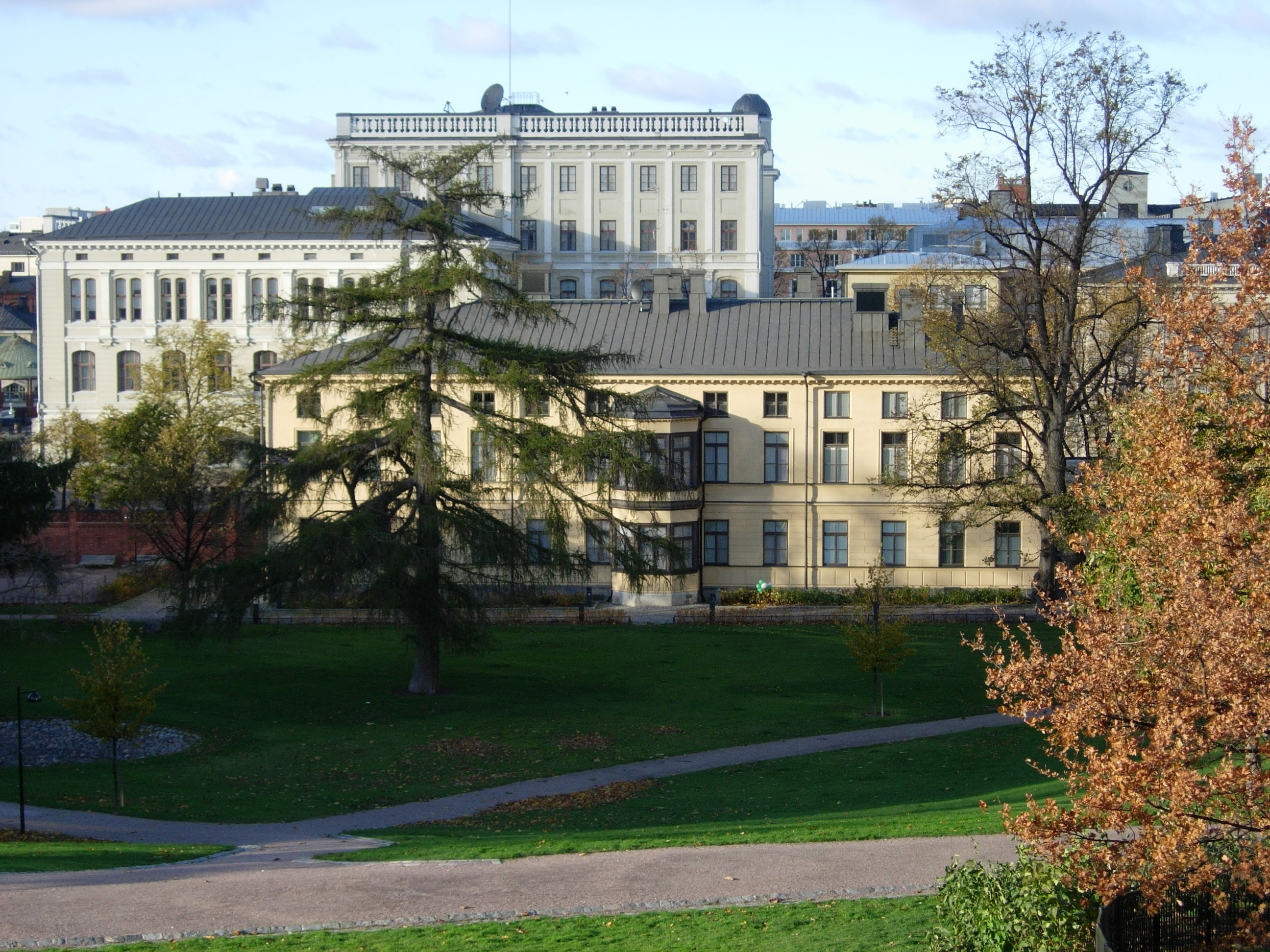
Le musée Sinebrychoff à Helsinki.
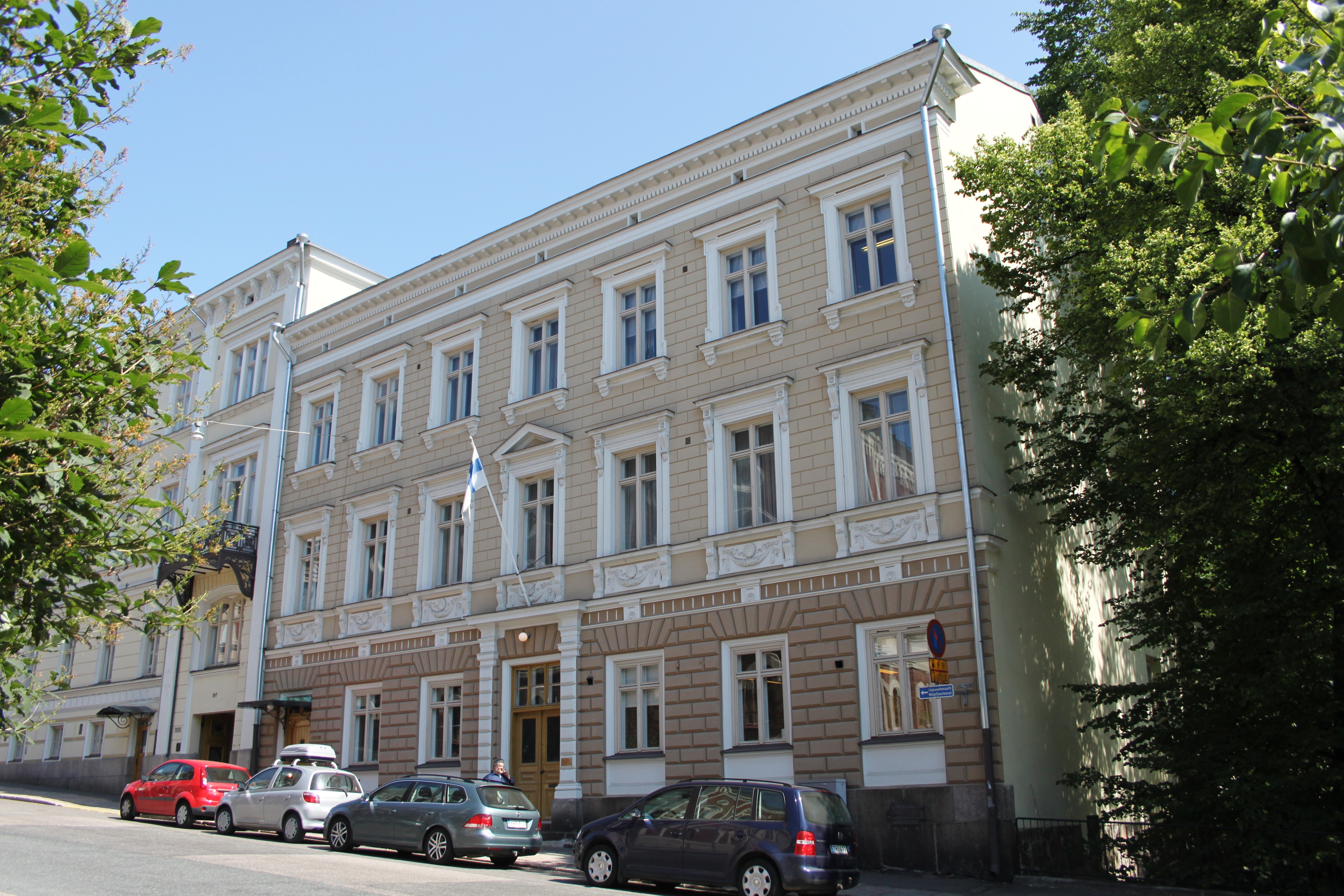
Le siège de l'académie finlandaise des sciences à Helsinki.